# Europa-Parlamentsvalget 2014 i Sverige
Europa-Parlamentsvalget 2014 i Sverige fandt sted den 25. maj 2014. Ved valget skal der vælges tyve medlemmer til Europa-Parlamentet fra den svenske valgkreds. I valget, vælger vælgerne medlemmer af registrerede svenske partier, hvorefter de valgte medlemmer danner politiske grupper i Europa-Parlamentet sammen med medlemmer af partier fra andre medlemsstater med samme politiske tilhørsforhold.

## Valgte Europa-Parlamentsmedlemmer
Moderaterna
- Anna Maria Corazza Bildt
- Gunnar Hökmark
- Christofer Fjellner

Centerpartiet
- Fredrick Federley

Folkpartiet
- Marit Paulsen
- Cecilia Wikström

Kristdemokraterna
- Lars Adaktusson

Socialdeokraterne
- Marita Ulvskog
- Olle Ludvigsson
- Jytte Guteland
- Jens Nilsson
- Anna Hedh

Vänsterpartiet
- Malin Björk

Miljöpartiet
- Isabella Lövin
- Peter Eriksson
- Bodil Ceballos
- Max Andersson

Sverigedemokraterna
- Kristina Winberg
- Peter Lundgren

Feministiskt initiativ
- Soraya Post

| Valg | Spire Denne valgsartikel er en spire som bør udbygges. Du er velkommen til at hjælpe Wikipedia ved at udvide den. |